# 酔鯨館
酔鯨館（すいげいかん）とは、神奈川県鎌倉市にある美術館。芸術家・石丸雅通の自宅アトリエを「Salon de 酔鯨館」として公開している。
収蔵品は、石丸雅通の大型レザーアート作品をはじめ、長男の運人の作品も展示。また「Salon de 酔鯨館」では、室内楽のコンサートや舞踏ステージ、映画のロケにも使用されている。

## 沿革
- 1996年 鎌倉の自宅アトリエを石丸美術館 「Salon de 酔鯨館」としてオープン。
- 2005年 園子温監督の映画「Strange Circus 奇妙なサーカス」のロケで「Salon de 酔鯨館」使用。

## 主な収蔵作品

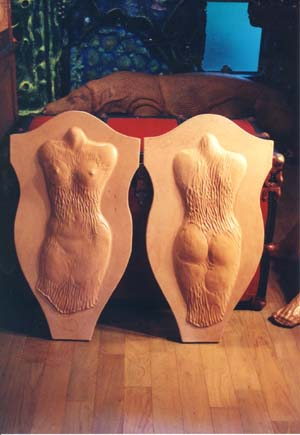
女体盾のオブジェ
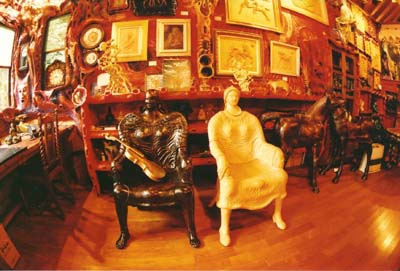
人間椅子
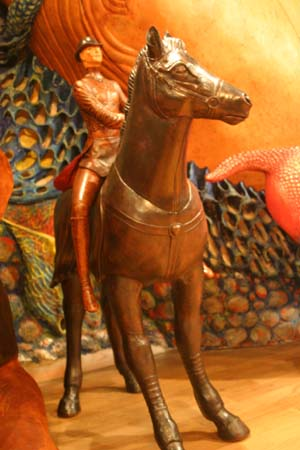
動物のオブジェ
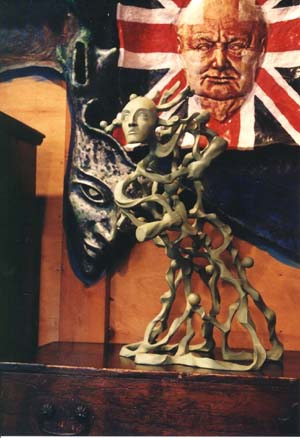
運人の作品

## 交通アクセス
- 車　横浜横須賀道路朝比奈インターチェンジより、神奈川県道204号金沢鎌倉線経由で約10分
- 公共交通機関　鎌倉駅5番乗り場のバスで泉水橋下車。徒歩10分。

## 関連リンク
- 公式ウェブサイト

座標: 北緯35度19分14.8秒 東経139度34分31.5秒 / 北緯35.320778度 東経139.575417度